# Уніславиці (Куявсько-Поморське воєводство)
Уніславиці (пол. Unisławice) — село в Польщі, у гміні Коваль Влоцлавського повіту Куявсько-Поморського воєводства.
Населення — 244 особи (2011).
У 1975-1998 роках село належало до Влоцлавського воєводства.

## Демографія
Демографічна структура станом на 31 березня 2011 року:
|          | Загалом | Допрацездатний вік | Працездатний вік | Постпрацездатний вік |
| -------- | ------- | ------------------ | ---------------- | -------------------- |
| Чоловіки | 122     | 18                 | 89               | 15                   |
| Жінки    | 122     | 25                 | 73               | 24                   |
| Разом    | 244     | 43                 | 162              | 39                   |